# 相原夏海
相原 夏海（あいはら なつみ、1980年10月10日 - ）は、日本の元AV女優。
趣味はウインドウショッピング、カラオケ、エステ、散歩。

## 略歴
- 2000年 - 『純愛主義宣言』でAVデビュー。千葉県出身。

## 作品

### アダルトビデオ
2000年
- 純愛主義宣言（2000年6月30日、アリスJAPAN）
- 覚醒（2000年7月28日、アリスJAPAN）
- traveling love（2000年8月29日、アリスJAPAN）
- ホントの気持ち（2000年9月14日、MAX-A / Calen）
- 制服メモリアル　相原夏海（10月26日、笠倉出版社）
- ハートフルメモリー 相原夏海（10月28日、クリスタル映像）
- 季節を抱きしめて（11月18日、クリスタル映像）
- まるごとなつみ 相原夏海（12月8日、笠倉出版社）
- 予感（12月12日、サクセス・ビデオ・コミュニティ）
- 愛欲の犠牲 相原夏海（12月16日、クリスタル映像）

2001年
- 相原夏海Re-MIXスペシャル（2月23日、クリスタル映像）
- 美少女H女子校生かたろぐ(1)相原夏美（3月22日、笠倉出版社）

2002年
- Re-MIX THE BEST（5月17日、クリスタル映像）
- 絶頂クライマックススペシャル 相原夏海・青木絵里（11月1日、MOODYZ）

不明
- 素人コギャルズMANIAX 超ウテウテREMIX2（V&Rプロダクツ）オムニバス作品
- 素人コギャルズMANIAX 5（V&Rプロダクツ）オムニバス作品
- 生撮りオナニー20連発 女子校生編（笠倉出版社）オムニバス作品
- エッチな女子校生オナニー 10連発SPECIAL（笠倉出版社）オムニバス作品

2010年
- 人妻のフェラ（2010年4月19日、Nadeshiko）
- 私たち熟女のフェラチオ見てください 大人美人40人の極上テクニック（2010年7月23日、なでしこ）…オムニバス作品

## 写真集
- 制服メモリアル相原夏海（2000年10月、笠倉出版社）
- LOVE POTION―相原夏海写真集（2000年12月、ケイエスエス）